# St. Johannes Baptist (Alsmoos)

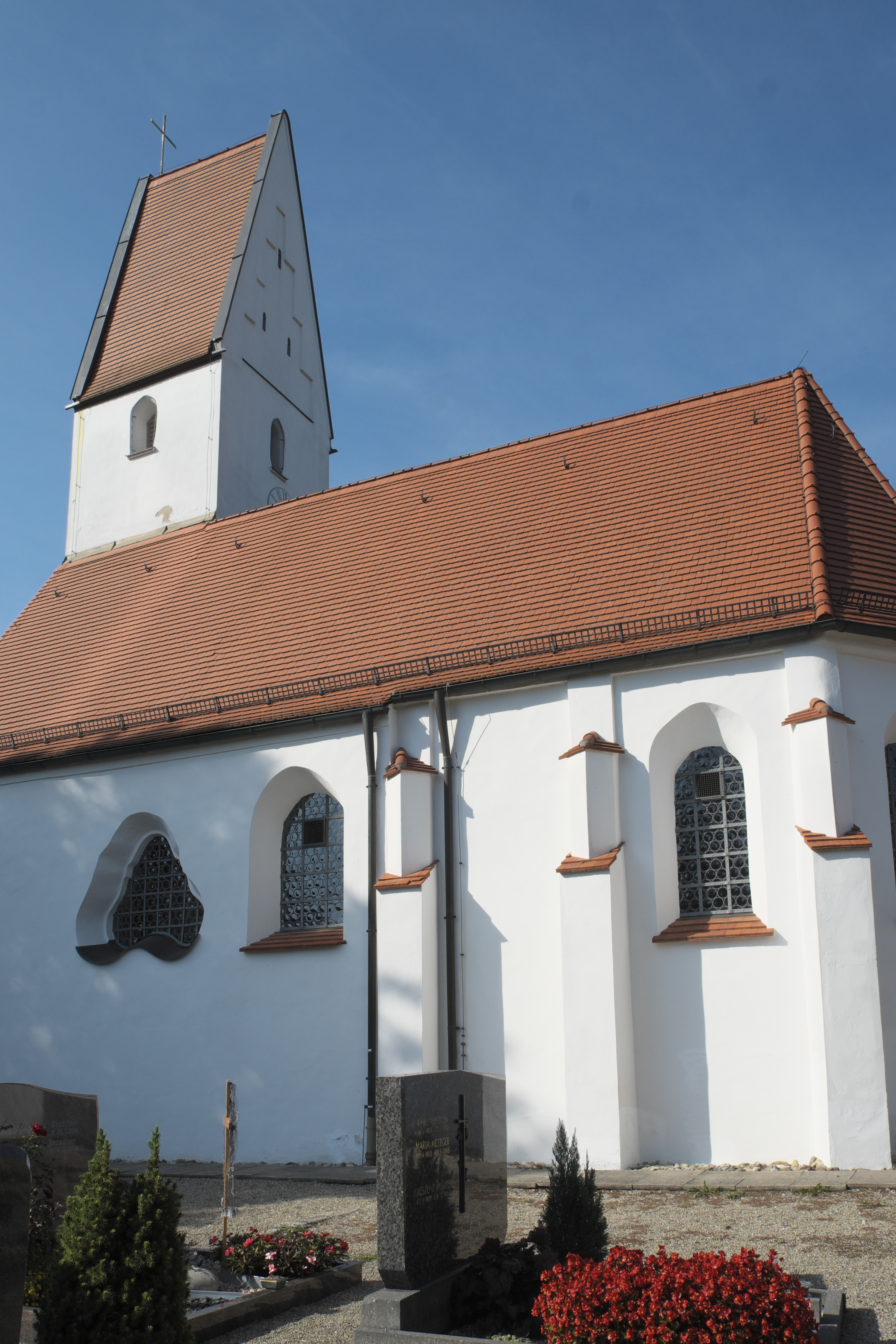
Pfarrkirche St. Johannes Baptist

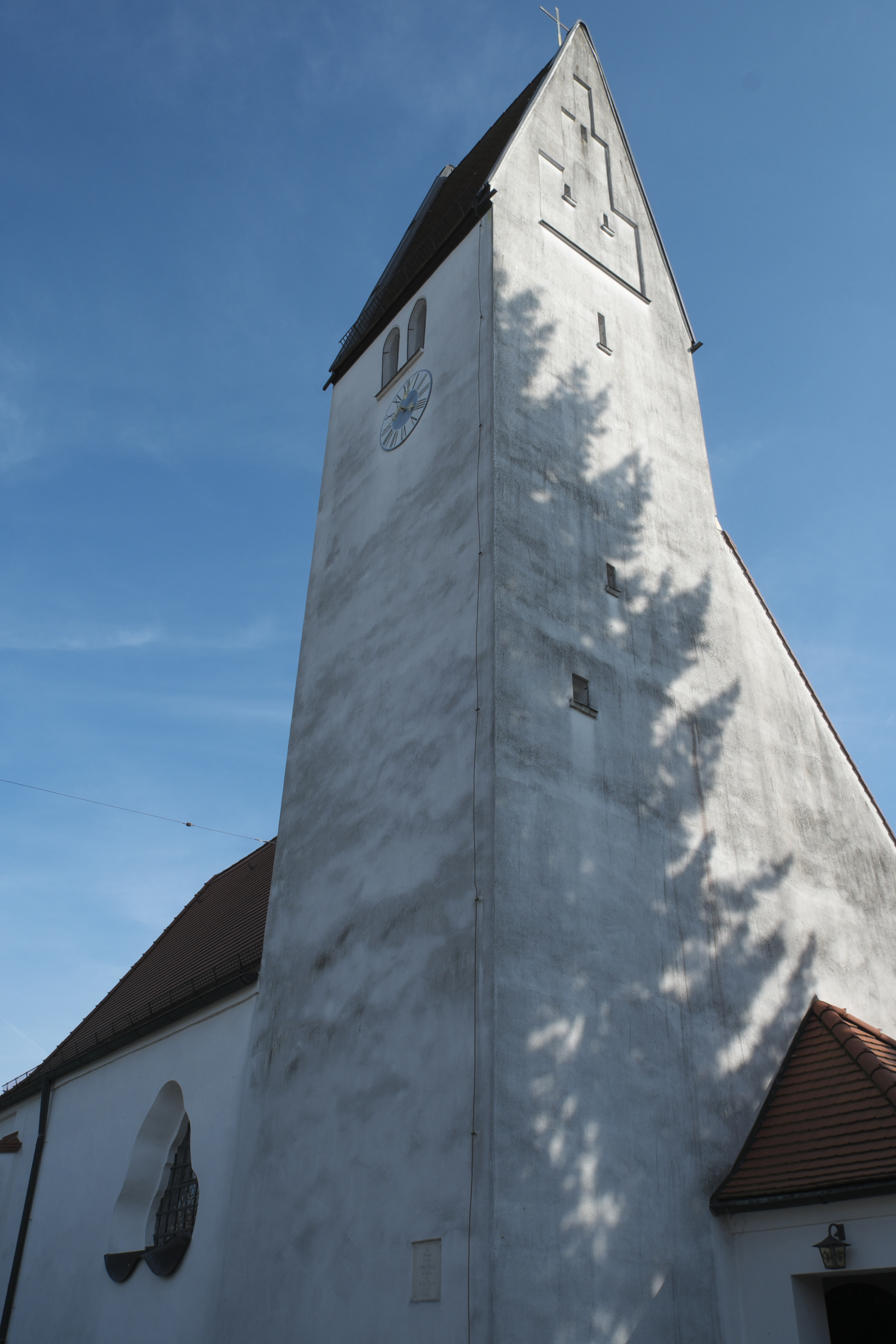
Glockenturm

Die katholische Pfarrkirche St. Johannes Baptist in Alsmoos, einem Ortsteil von Petersdorf im Landkreis Aichach-Friedberg im bayerischen Regierungsbezirk Schwaben, ist im Kern ein spätromanischer Kirchenbau, der vermutlich im 13. Jahrhundert errichtet wurde. Die Kirche mit dem Patrozinium Johannes des Täufers gehört zu den geschützten Baudenkmälern in Bayern.

## Geschichte
Das Langhaus und der Turmunterbau stammen noch aus dem spätromanischen Kirchenbau. Der Chor und der Turmaufbau wurden im 15. Jahrhundert im Stil der Gotik errichtet. Um 1720/30 wurde das Langhaus umgestaltet, um 1770/80 erfolgte der Umbau des Chors.

## Architektur

### Außenbau
An der Nordwestecke des Langhauses steht der mit einem steilen Satteldach gedeckte Glockenturm. Der Chor wird durch gestufte Strebepfeiler gegliedert. Das Portal ist in ein Vorzeichen integriert, das an die ungegliederte und schmucklose Westfassade angebaut ist.

### Innenraum

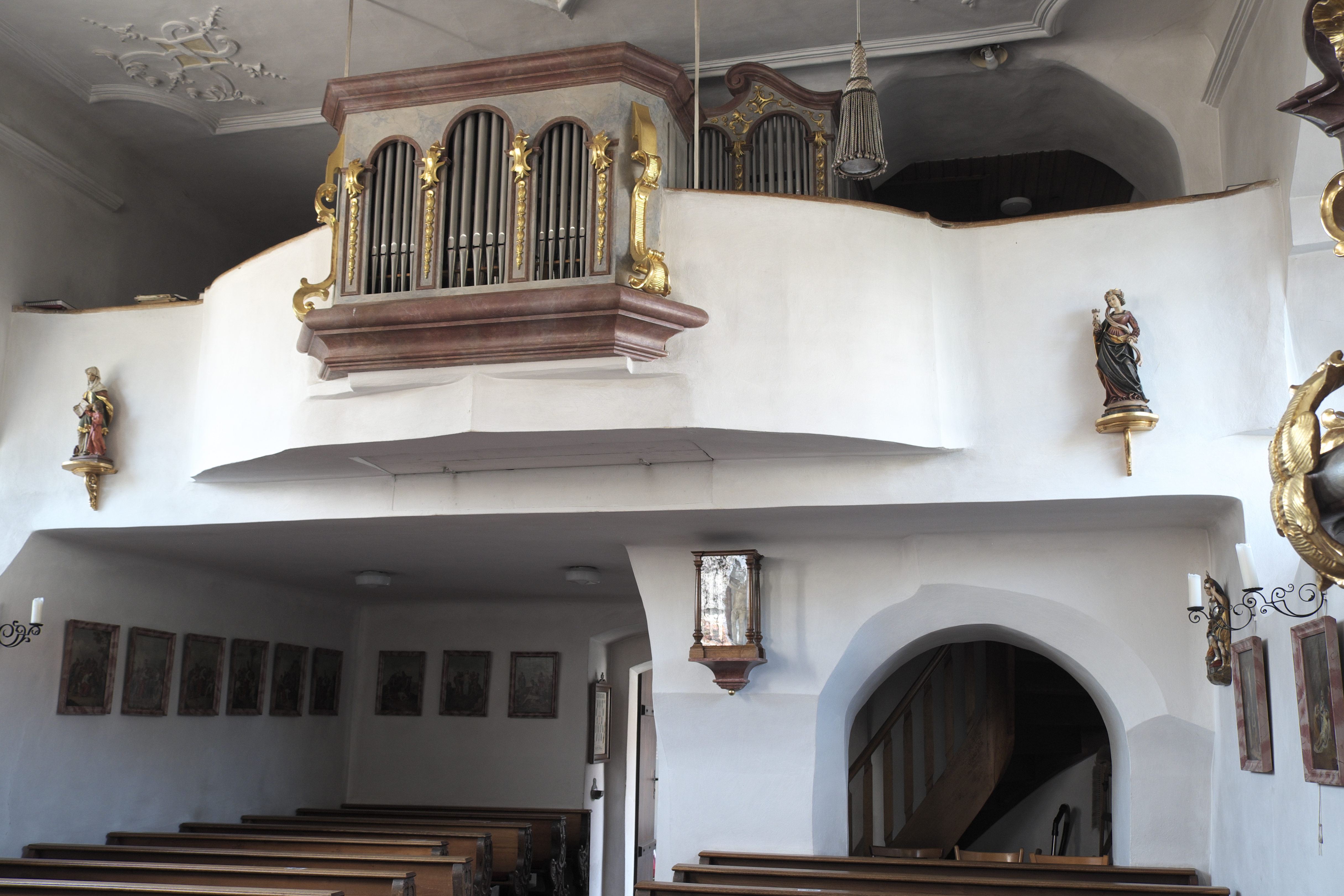
Empore, rechts Durchgang zum Turm

Der Innenraum besteht aus einem einschiffigen, flachgedeckten Langhaus und einem leicht eingezogenen, fünfseitig geschlossenen Chor, der mit einer Stichkappentonne gedeckt ist. In die Langhauswände sind auf beiden Seiten Dreipassfenster eingeschnitten. Den westlichen Abschluss des Langhauses bildet eine Empore mit der Orgel. Der Durchgang auf der rechten Seite unter der Empore führt zum Turm.

## Stuck und Fresken
Der Stuckdekor im Langhaus wurde um 1720/30 geschaffen.
Die Chorfresken wurden um 1770/80 von Ignaz Baldauf ausgeführt. Im Zentrum ist die Taufe Jesu dargestellt. Zwei kleinere Szenen sind von Kartuschen gerahmt. Auf einer Szene mit der Überschrift „Maria gieng Eulendts über das Gebürg. Grüsset Elisabth.“ ist die Heimsuchung Mariens dargestellt, auf der anderen Szene sieht man Zacharias, den Vater Johannes des Täufers, der eine Tafel in der Hand hält, auf die er den Namen, den er seinem Sohn geben will, geschrieben hat. Die Darstellung trägt die Überschrift: „Joannes ist seijn Nahm.“ (Johannes ist sein Name).

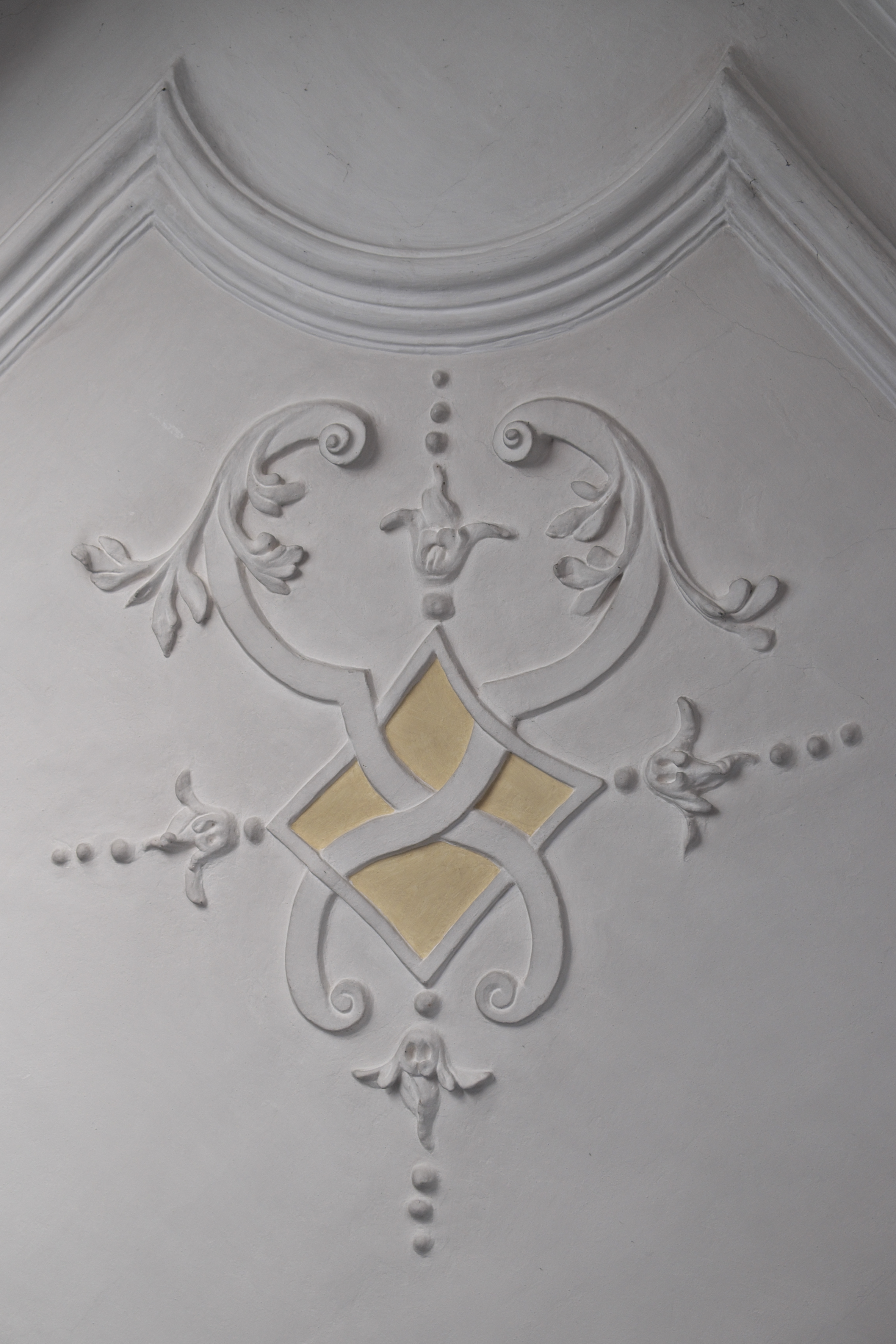
Deckenstuck im Langhaus
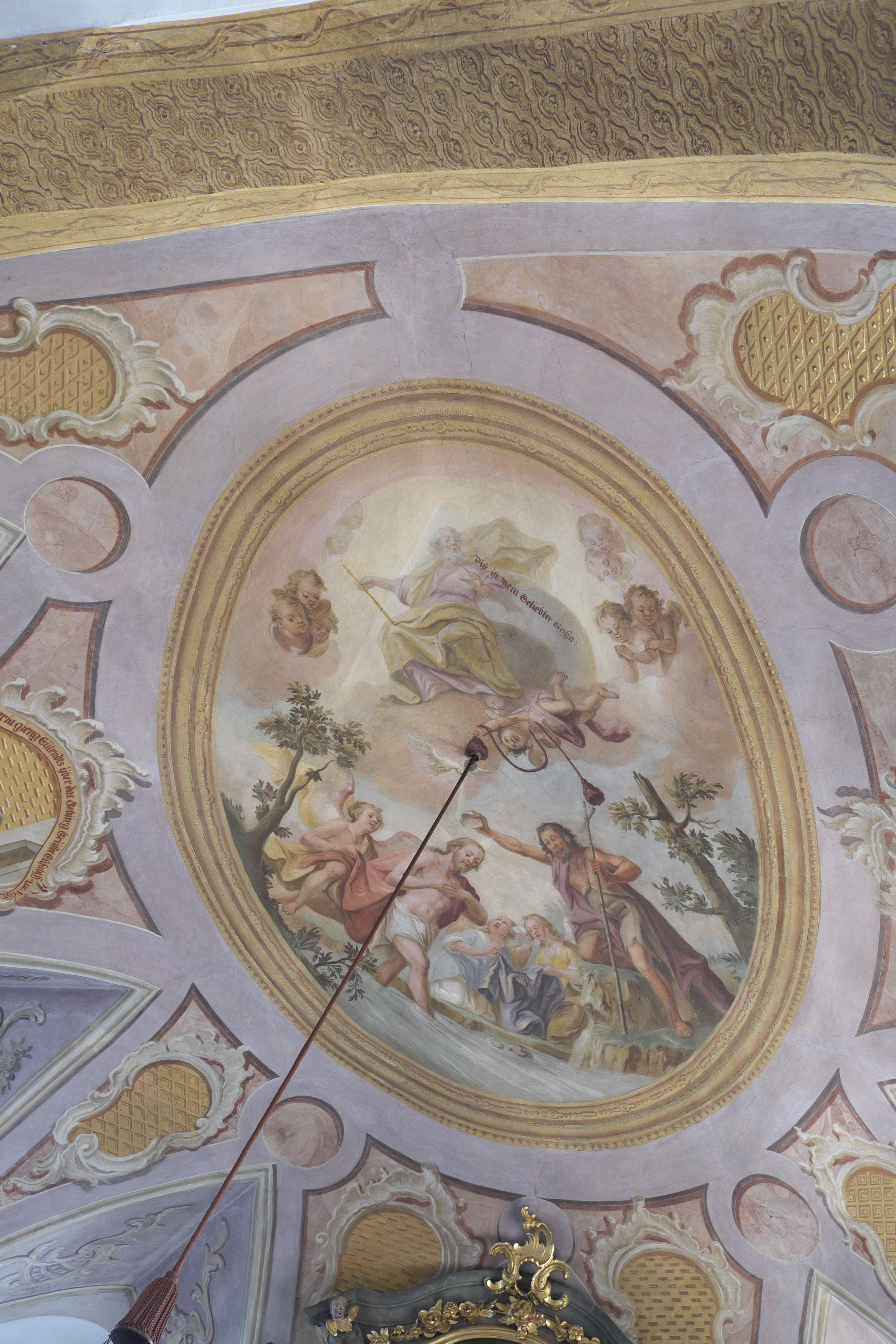
Chorfresko, Taufe Jesu
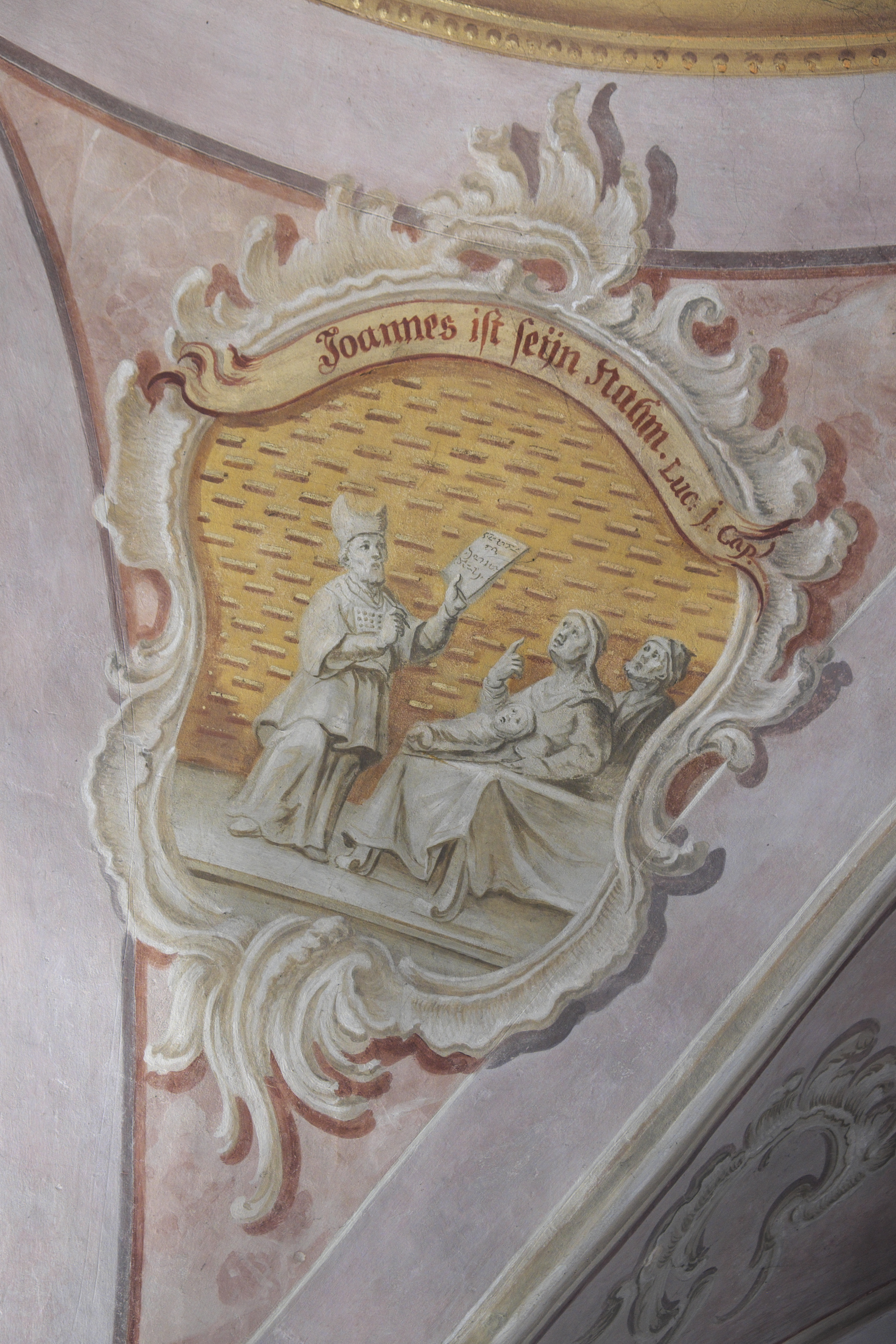
„Joannes ist seijn Nahm“
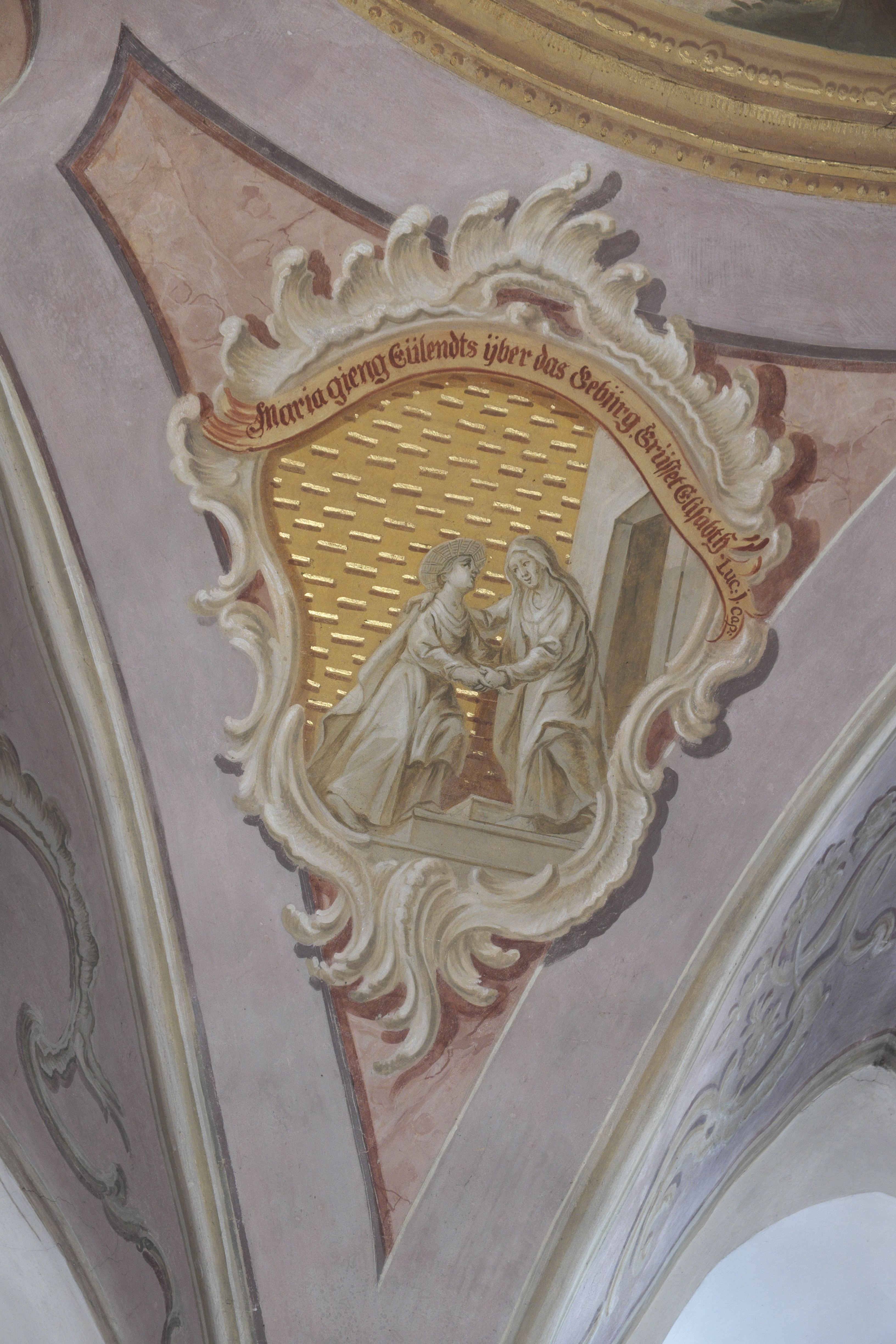
„Maria gieng Eulendts über das Gebürg. Grüsset Elisabth.“

## Ausstattung

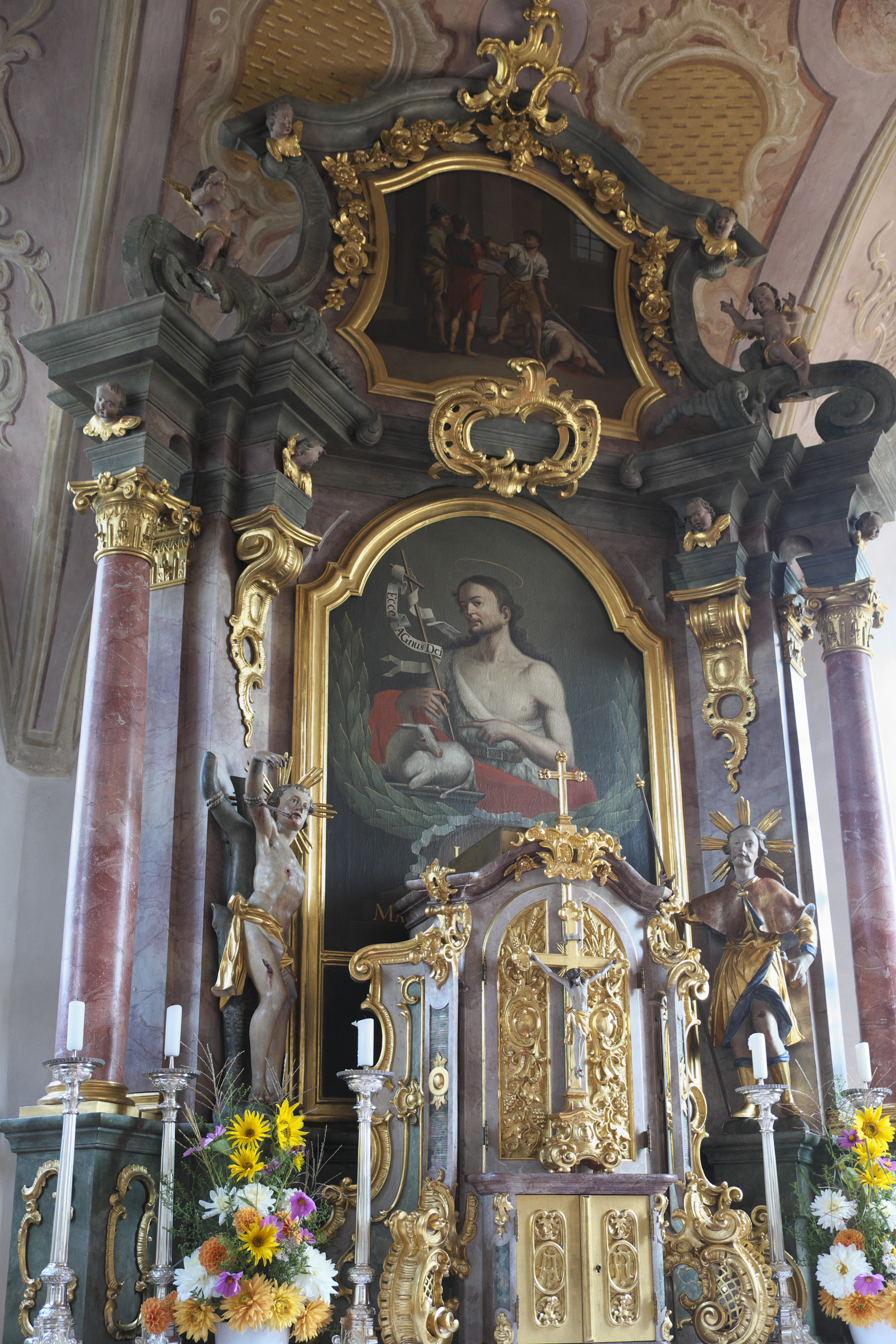
Hochaltar

- Der Hochaltar wurde 1787 geschaffen. Das Altarbild stellt den Kirchenpatron Johannes den Täufer dar, im Auszug sieht man seine Enthauptung. Seitlich stehen die Pestheiligen Sebastian und Rochus von Montpellier.
- Aus der gleichen Zeit wie der Hochaltar stammen auch die beiden Altäre an den Chorseitenwänden. Die Altarbilder wurden von Ignaz Baldauf ausgeführt. Am linken Altar ist der Tod des heiligen Johannes Nepomuk dargestellt, am rechten Altar der Tod des heiligen Franz Xaver. Vermutlich wurden auch die Antependien von Ignaz Baldauf gemalt. Auf dem Antependium des linken Altars ist die Beichte von Sophie von Bayern, der zweiten Gemahlin des böhmischen Königs Wenzel, dargestellt. Das Antependium des rechten Altars zeigt den heiligen Franz Xaver, der einem Sterbenden beisteht.

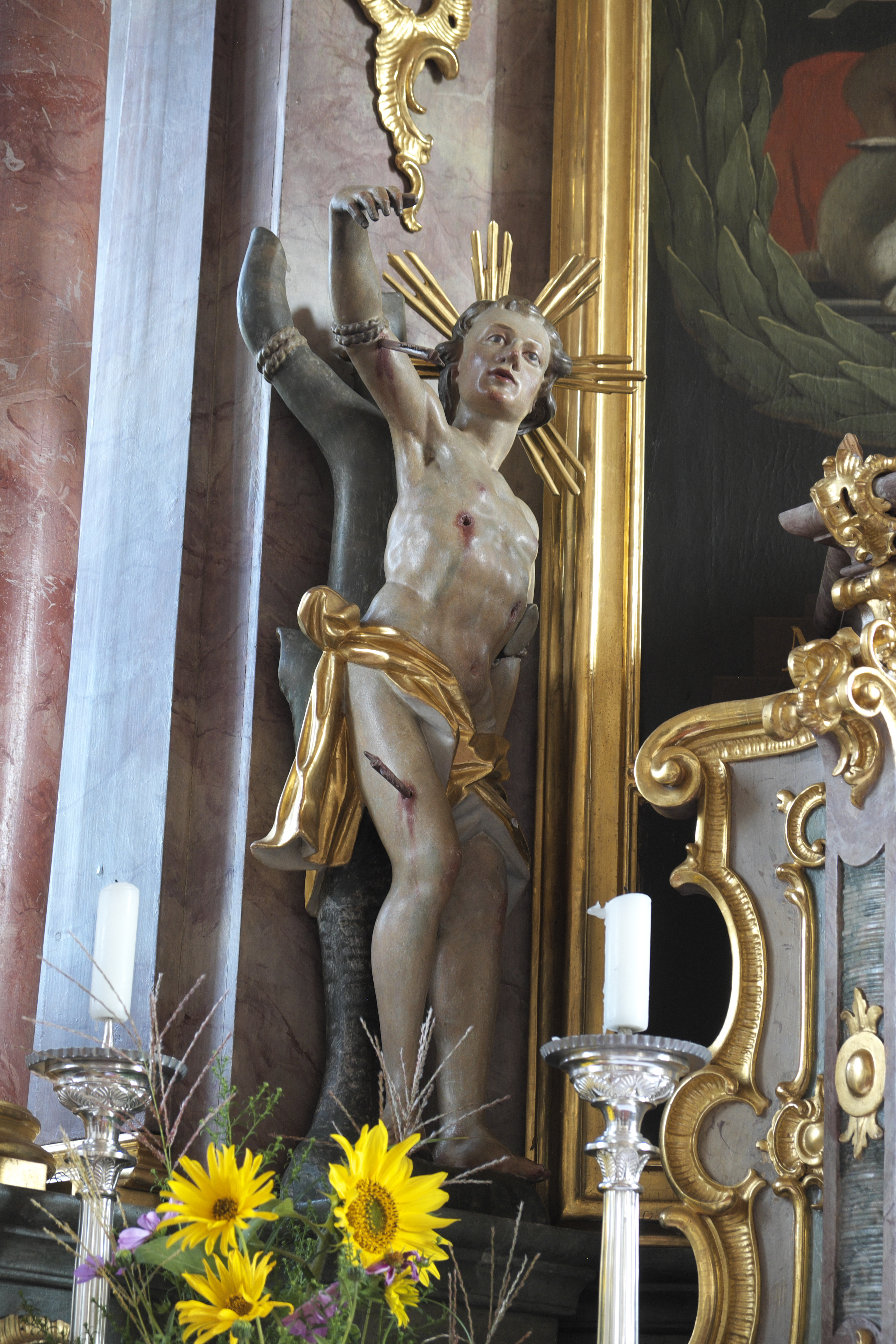
Hochaltar, heiliger Sebastian
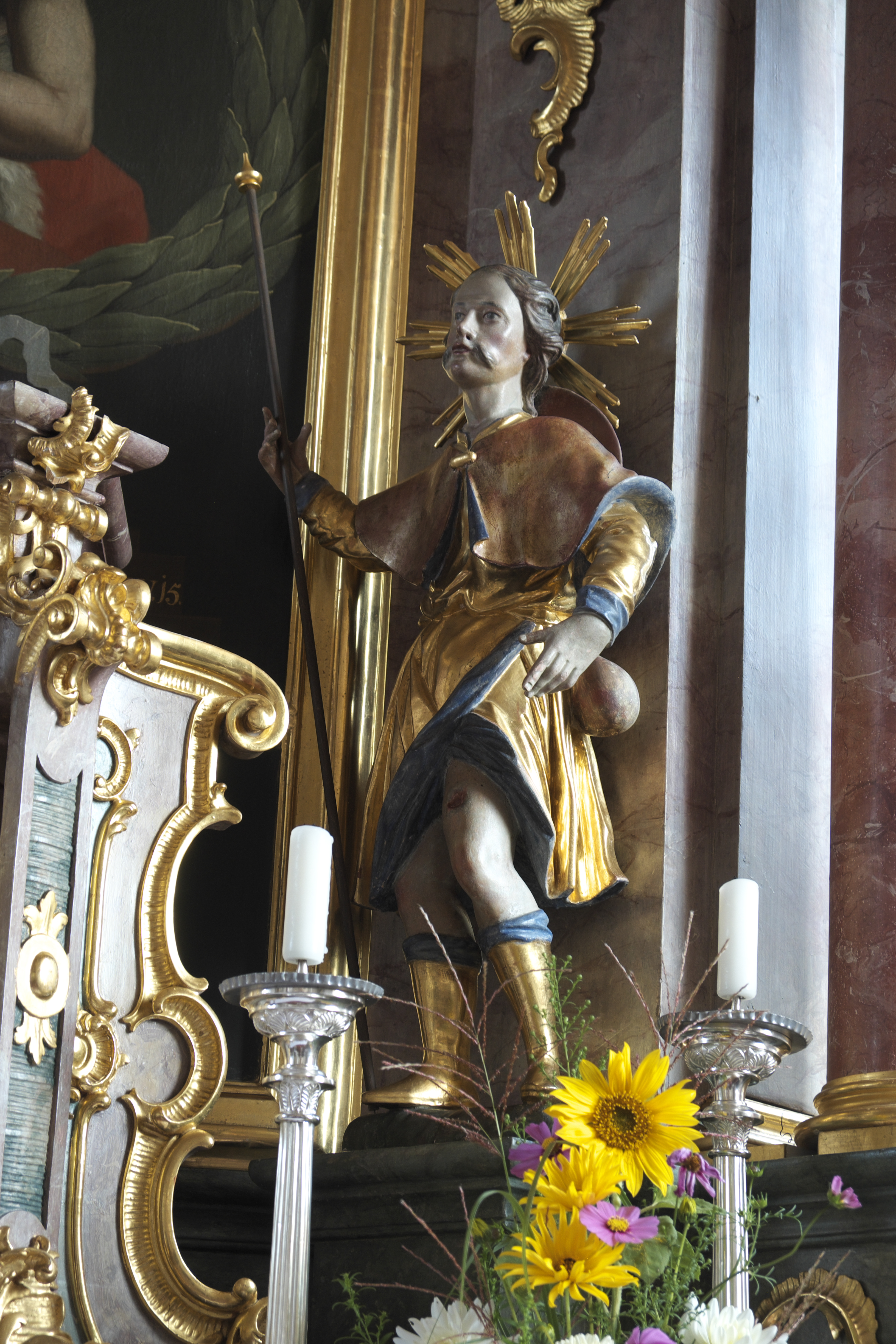
Hochaltar, heiliger Rochus
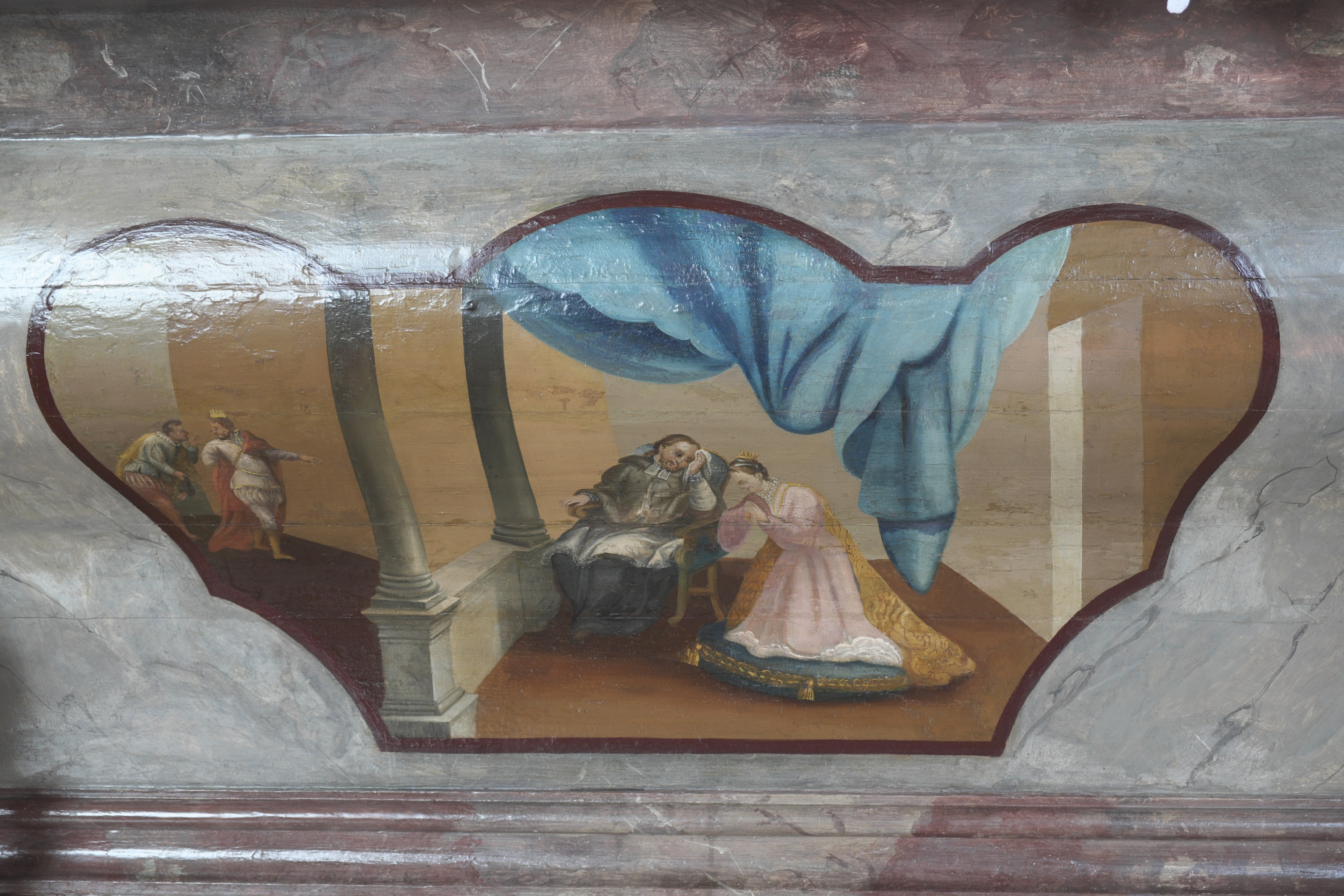
Antependium des linken Seitenaltars, Johannes Nepomuk bei der Beichte der böhmischen Königin
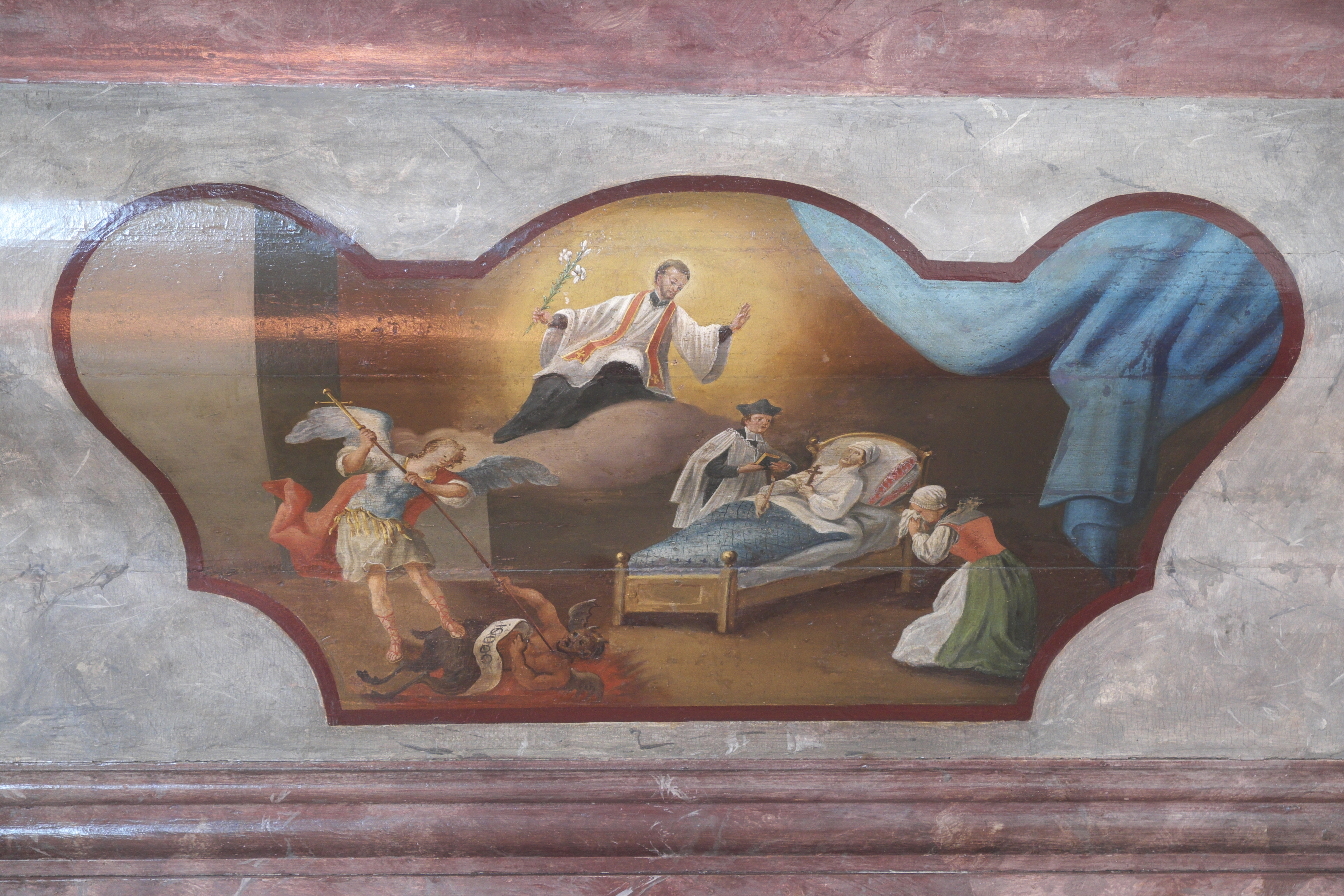
Antependium des rechten Seitenaltars, Franz Xaver bei einem Sterbenden

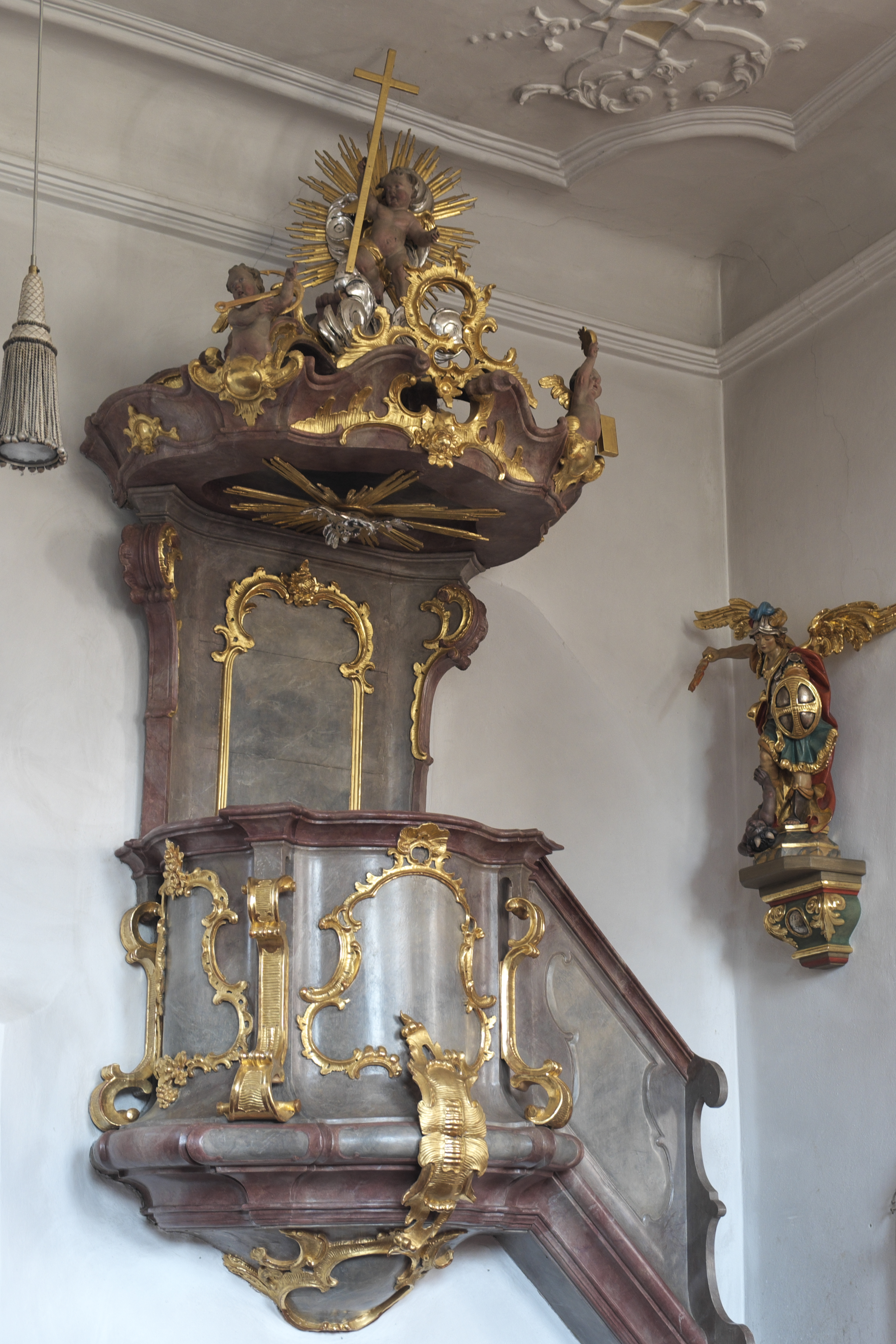
Kanzel

- Die Kanzel wurde 1775 von Johann Anton Wiest im Stil des späten Rokoko geschaffen. Auf dem Schalldeckel sieht man Putten mit den Symbolen der göttlichen Tugenden, mit dem Kreuz als Symbol des Glaubens, mit einem Anker als Symbol der Hoffnung und mit einem Herz als Symbol der Liebe.
- Die auf Öl gemalten Kreuzwegbilder stammen aus dem späten 18. Jahrhundert und wurden vermutlich von Konrad Huber gemalt.